# Bart Michiels
Bart Michiels (21 maggio 1969) è un ex giocatore di calcio a 5 belga.

## Carriera
Con la Nazionale maschile di calcio a 5 del Belgio ha disputato il FIFA Futsal World Championship 1996 nel quale i diavoli rossi sono stati eliminati al secondo turno, nel girone comprendente Spagna, Russia e Italia. Michiels ha inoltre disputato due edizioni dello campionato europeo: nel 1996 giungendo al bronzo, e nel 1999 con l'eliminazione al primo turno. In totale, ha disputato 100 incontri con la nazionale, realizzando 13 reti.